# میدوری-کو، ناگویا
میدوری-کو، ناگویا (به لاتین: Midori-ku, Nagoya) یک منطقهٔ مسکونی در ژاپن است که در ناگویا واقع شده‌است. میدوری-کو ۳۷٫۸۴ کیلومترمربع مساحت و ۲۳۲٬۰۳۱ نفر جمعیت دارد.